# Martine Blanc
Martine Blanc   (Clarmont d'Alvèrnia, 16 de setembre de 1944)és una autora i il·lustradora francesa de deu llibres per a nens, inclosos La història de Timothy, la sèrie Two Hoots en col·laboració amb Helen Cresswell i  Tot sobre Jesús.

## Educació
Blanc és llicenciat en arquitectura per l'École Nationale Supérieure des Beaux-Arts de París, França.

## Carrera
A la dècada de 1970, Blanc va començar la seva carrera d'escriptora com a autora de llibres infantils. Les il·lustracions de Blanc també es mostren als seus llibres infantils i a la sèrie Two Hoots escrita per Helen Cresswell, una guionista de televisió i autora infantil. A més, Blanc també està acreditat al departament d'animació d'una pel·lícula d'animació de 1993 David Copperfield.

## Filmografia
- 1987 The Big Bang – com a administrador de producció.[3]
- 1993 David Copperfield – com a administrador de maquetació i posada.[4]

## Obres

###### Timothy
- La història de Timothy, Ernest Benn Limited, Londres, 1972
- Hyacinthe, Ernest Benn Limited, Londres, 1976

El personatge Timothy ha donat lloc a un important marxandatge al Japó (nines, rellotges, samarretes...).

###### La sèrie Two Hoots (text de Helen Cresswell)
- Two Hoots, Ernest Benn Limited, Londres, 1974 ISBN 0-510-11842-9[5]
- Two Hoots go to the sea, Ernest Benn Limited, Londres, 1974 ISBN 0-510-11843-7[6]

- Two Hoots and the Big Bad Bird, Ernest Benn Limited, Londres, 1975 ISBN 0-510-11844-5
- Two Hoots in the Snow, Ernest Benn Limited, Londres, 1975 ISBN 0-510-11845-3
- Two Hoots Play Hide-And Seek, Ernest Benn Limited, Londres, 1977 ISBN 0-510-11803-8
- Two Hoots and the King, Ernest Benn Limited, Londres, 1977 ISBN 0-510-11800-3

###### Pelé, Velu et Dodue
- Pelé, Velu et Dodue , Fernand Nathan, París, 1980 ISBN 2-09-271524-0

###### Tot sobre Jesús
- Tot sobre Jesús: la vida i els ensenyaments de Jesús en les paraules de la Bíblia, Loyola Press, 2000 ISBN 0-8294-1506-8